# Delta Erydanidy
delta Erydanidy (DER) – coroczny rój meteorów aktywny od 6 do 29 listopada. Jego radiant znajduje się w gwiazdozbiorze Erydanu, w pobliżu gwiazdy delta Eridani. Maksimum roju przypada na 10 listopada, jego aktywność jest określana jako niska, a obfitość roju wynosi 2 meteory/h. Prędkość w atmosferze meteorów tego roju to 31 km/s.
delta Erydanidy nie są widoczne z terytorium Polski.